# Roca Roja (la Llacuna)
La Roca Roja és un conjunt d'art rupestre protegit com Patrimoni de la Humanitat en el conjunt de l'Art rupestre de l'arc mediterrani de la península Ibèrica. Són dos abrics en una cinglera situada al barranc de Valldeserves, al final de la Plana d'Ancosa, en el terme municipal de la Llacuna (Anoia), tocant a Querol.
El conjunt rupestre està format per les representacions pictòriques distribuïdes en dos abrics afrontats. El primer (Abric I) és format per dues concavitats d'uns 2,50 m d'amplada i una fondària mitjana d'1,70 m, mentre l'altura varia notablement. En la primera d'aquestes concavitats es localitza una figura, que podria correspondre a una cérvola, i en la segona concavitat n'hi ha quatre corresponents a un boc i restes. Una d'aquestes restes podria correspondre a una petita figura humana d'arquer.
A pocs metres a la dreta de l'abric I hi ha una cavitat de dimensions superiors (Abric II). Presenta una amplada de 7 m, una fondària de 2,70 m i uns 5 m d'altura. L'abric mostra una plataforma d'1,50 m d'altura per sobre la base del cingle. En aquest abric II es localitzen quatre figures, corresponents a un boc i restes.
L'estil de les figures identificables és naturalista i esquemàtic de tendència naturalista. Quan el color de les pictografies va del negrós-gris fosc al castany-vermellós.
La cronologia és aproximada. L'estil naturalista-estilitzat podria tenir els seus orígens en l'Epipaleolític i arriba fins al Bronze Antic. Quant a l'esquemàtic tindria el seu origen en el Neolític i es perllongaria fins a l'edat del ferro. En la mateixa cinglera hi ha el jaciment arqueològic de la cova de Valldeserves.